# 香港俠客行
香港俠客行 (The Hero of Hong Kong)，簡稱HKXKX，屬於LPMUD (詳見MUD的歷史)，是香港本土現存少數的華文純文字網路遊戲。
香港俠客行改編自1995年在北美的中國留學生所編寫俠客行遊戲，並於2000年在香港的伺服器上由Heichai及Suen開設。香港俠客行也曾於2004年增設台灣的伺服器，並由管理員研發連繫兩個不同地區伺服器的公開溝通模式，增進了兩地人民的互相認識及溝通。從2006年起，兩個伺服器均設於香港並分別命名為屯門站(TM)及西貢站(SK)。
香港俠客行經過管理員多年的研發後，其原始碼及遊戲方向已與原本於1995年北美出現的俠客行有所變化，除了純粹於金庸的小說的背景外，亦引入了大量純創作的題材如冒險熱點及各類模擬生活的工作和用品。而遊戲中的玩家則以武學為虛擬生活的目標。

## 連結
- 香港俠客行
- 香港俠客行官方討論版[永久]
- 香港俠客行論壇 - 一個由玩家開設的論壇 （页面存档备份，存于）
- 門派連結 - 全真教 （页面存档备份，存于）
- 門派連結 - 中嶽嵩山劍派